# Ellas y el sexo débil
Ellas y el sexo débil (em português brasileiro - Elas e o sexo frágil) é uma série de televisão de comédia produzido pelo Boca a Boca para o canal de televisão Antena 3, da Espanha.

## Elenco
- Ana Obregón ..... Carla
- Paulo Pires ..... Christian
- María Barranco ..... Bárbara

## Episódios
| Capítulo | Nome                          | Data de emissão        | Horário | Audiência média                        |
| -------- | ----------------------------- | ---------------------- | ------- | -------------------------------------- |
| 1        | Carla de Viñacorta presidenta | 20 de setembro de 2006 | 22:00 h | 2.696.000 espectadores (16,1% de ação) |
| 2        | Y Dios creó el muro           | 25 de setembro de 2006 | 22:00 h | 2.000.000 espectadores (11,5% de ação) |
| 3        | El río que nos lleva          | 2 de outubro de 2006   | 22:00 h | 1.097.000 espectadores (6,3% de ação)  |